# Grand Prix of St. Petersburg 2024

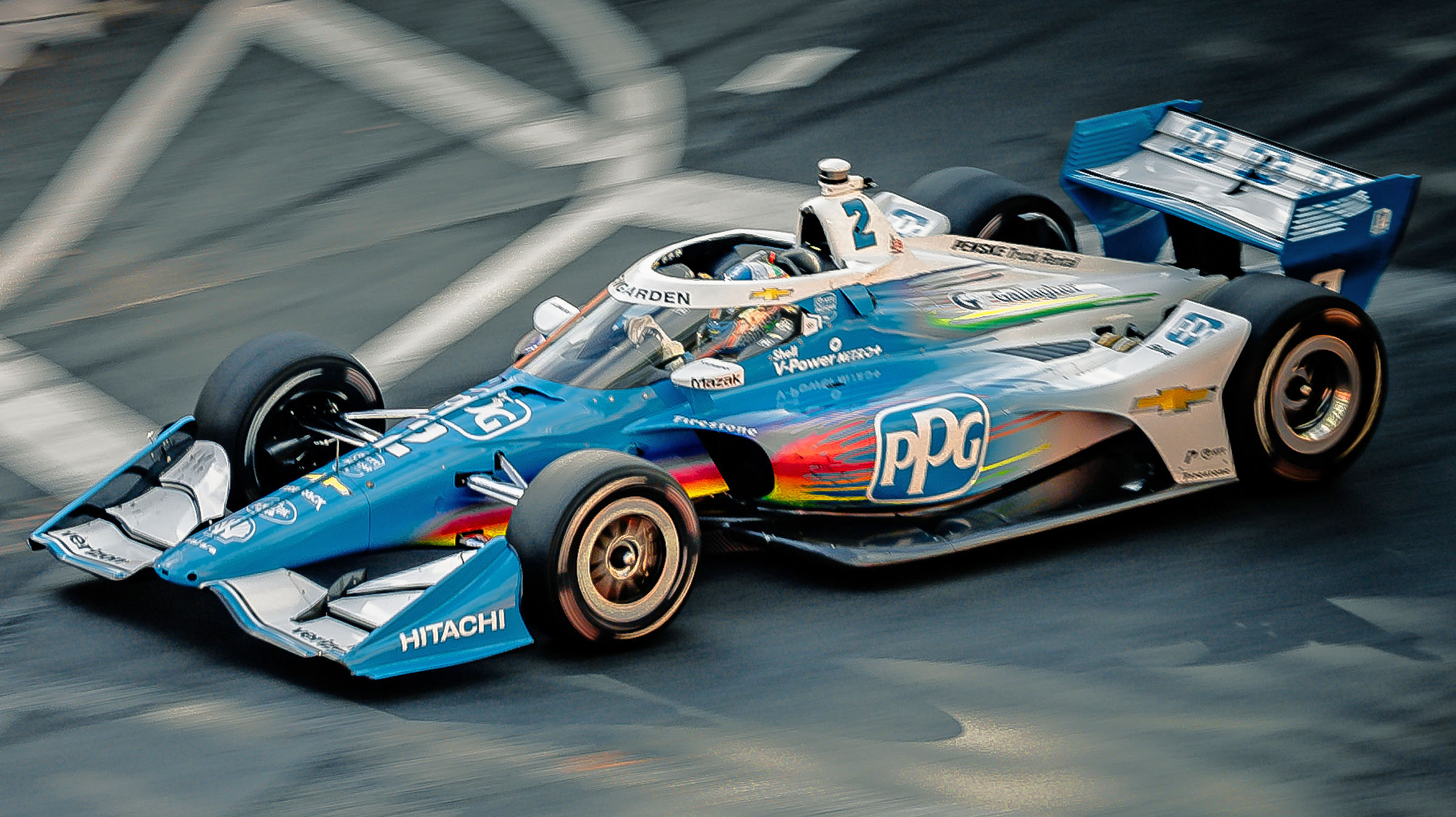
Sieger Josef Newgarden (Team Penske) wurde nachträglich disqualifiziert

Der Grand Prix of St. Petersburg 2024 (offiziell Firestone Grand Prix of St. Petersburg) auf dem St. Petersburg Street Circuit, fand am 10. März statt und ging über eine Distanz von 100 Runden à 2,89 km. Es war der erste Lauf zur IndyCar Series 2024,

## Bericht
Bereits in der Qualifikation überraschte Josef Newgarden (Team Penske) mit der Pole Position auf einem Stadtkurs. Newgarden gilt als Spezialist in den Ovals, zumal er in der letzten Saison vier von fünf Ovalrennen gewonnen hatte, inklusive das Indy 500. Am Sonntag machte er sein Wochenende perfekt mit der schnellsten Rennrunde und dem Sieg, knappe acht Sekunden vor Pato O’Ward im Arrow McLaren und Teamkollege Scott McLaughlin. Die erste von drei Gelbphasen kam in der 27. Runde, als Marcus Armstrong (Chip Ganassi Racing) in den Reifenstapeln landetet. Diese Neutralisation des Rennens nutzten die Fahrer für den ersten Boxenstopp. Newgarden steuerte als erster die Box an und kam als dritter wieder auf die Strecke. Christian Lundgaard (RLL) übernahm die Führung, da er der Einzige war, der nicht an die Box fuhr. Er hatte nach dem Start in der ersten Kurve eine Berührung, wegen eines Reifenschadens musste er unter grün die Reifen wechseln. Die zweite Gelbphase löste Sing Ray Robb (A. J. Foyt Racing) wegen eines Defekts aus. McLaughlin machte seinen zweiten Boxenstopp. Da Newgarden zuvor den zweitplatzierten Felix Rosenqvist überholt hatte, lag er wieder in Führung. Kurz vor der letzten Neutralisation des Rennens musste der letzte Boxenstopp eingelegt werden unter grün. Linus Lundqvist (Chip Ganassi Racing) flog Rückwärts in einen Reifenstapel. Nach dem Restart lag Newgarden in Führung und gab diese nicht mehr ab bis in Ziel. O’Ward fuhr auf den zweiten und Colton Herta (Andretti Global) auf den dritten Platz. McLaughlin und Will Power (Team Penske) gelang es Herta zu überholen. Rosenqvist kam auf dem siebten Rang ins Ziel hinter dem amtierenden Meister Alex Palou (Chip Ganassi Racing). Wegen technischen Ungereimtheiten bei der „Push to Pass“ Überholhilfe wurden die Autos von Newgarden und McLaughlin (beide Team Penske) nachträglich disqualifiziert. Der Arrow McLaren Fahrer O’Ward wurde zum Sieger erklärt.

## Meldeliste
| Startnummer | Fahrer              | Team                             | Motor     |
| ----------- | ------------------- | -------------------------------- | --------- |
| 14          | Santino Ferrucci    | A. J. Foyt Racing                | Chevrolet |
| 41          | Sting Ray Robb      | A. J. Foyt Racing                | Chevrolet |
| 26          | Colton Herta        | Andretti Global / Curb-Agajanian | Honda     |
| 27          | Kyle Kirkwood       | Andretti Global                  | Honda     |
| 28          | Marcus Ericsson     | Andretti Global                  | Honda     |
| 5           | Pato O’Ward         | Arrow McLaren                    | Chevrolet |
| 6           | Callum Illot        | Arrow McLaren                    | Chevrolet |
| 7           | Alexander Rossi     | Arrow McLaren                    | Chevrolet |
| 4           | Kyffin Simpson      | Chip Ganassi Racing              | Honda     |
| 8           | Linus Lundqvist     | Chip Ganassi Racing              | Honda     |
| 9           | Scott Dixon         | Chip Ganassi Racing              | Honda     |
| 10          | Alex Palou          | Chip Ganassi Racing              | Honda     |
| 11          | Marcus Armstrong    | Chip Ganassi Racing              | Honda     |
| 18          | Jack Harvey         | Dale Coyne Racing                | Honda     |
| 51          | Colin Braun         | Dale Coyne Racing                | Honda     |
| 20          | Christian Rasmussen | Ed Carpenter Racing              | Chevrolet |
| 21          | Rinus VeeKay        | Ed Carpenter Racing              | Chevrolet |
| 77          | Romain Grosjean     | Juncos Hollinger Racing          | Chevrolet |
| 78          | Agustín Canapino    | Juncos Hollinger Racing          | Chevrolet |
| 60          | Felix Rosenqvist    | Meyer Shank Racing               | Honda     |
| 66          | Tom Blomqvist       | Meyer Shank Racing               | Honda     |
| 15          | Graham Rahal        | Rahal Letterman Lanigan Racing   | Honda     |
| 30          | Pietro Fittipaldi   | Rahal Letterman Lanigan Racing   | Honda     |
| 45          | Christian Lundgaard | Rahal Letterman Lanigan Racing   | Honda     |
| 2           | Josef Newgarden     | Team Penske                      | Chevrolet |
| 3           | Scott McLaughlin    | Team Penske                      | Chevrolet |
| 12          | Will Power          | Team Penske                      | Chevrolet |

## Klassifikationen

### Freies Training 1
| Pos. | Nr. | Fahrer           | Team                | Motor     | Zeit     |
| ---- | --- | ---------------- | ------------------- | --------- | -------- |
| 1    | 60  | Felix Rosenqvist | Meyer Shank Racing  | Honda     | 1:00.339 |
| 2    | 5   | Pato O’Ward      | Arrow McLaren       | Chevrolet | 1:00.811 |
| 3    | 11  | Marcus Armstrong | Chip Ganassi Racing | Honda     | 1:07.818 |

### Freies Training 2
| Pos. | Nr. | Fahrer          | Team            | Motor     | Zeit     |
| ---- | --- | --------------- | --------------- | --------- | -------- |
| 1    | 26  | Colton Herta    | Andretti Global | Honda     | 1:00.133 |
| 2    | 2   | Josef Newgarden | Team Penske     | Chevrolet | 1:00.387 |
| 3    | 12  | Will Power      | Team Penske     | Chevrolet | 1:00.410 |

### Qualifying
| Pos. | Nr. | Fahrer              | Team                           | Motor     | Zeit      | Zeit      | Zeit      | Zeit      | Startplatz |
| Pos. | Nr. | Fahrer              | Team                           | Motor     | Q1        | Q1        | Q2        | Q3        | Startplatz |
| Pos. | Nr. | Fahrer              | Team                           | Motor     | Gruppe 1  | Gruppe 2  | Q2        | Q3        | Startplatz |
| ---- | --- | ------------------- | ------------------------------ | --------- | --------- | --------- | --------- | --------- | ---------- |
| 1    | 2   | Josef Newgarden     | Team Penske                    | Chevrolet | 0:59.5699 |           | 0:59.3214 | 0:59.5714 | 1          |
| 2    | 60  | Felix Rosenqvist    | Meyer Shank Racing             | Honda     |           | 0:59.6220 | 0:59.2706 | 0:59.5772 | 2          |
| 3    | 5   | Pato O’Ward         | Arrow McLaren                  | Chevrolet | 0:59.5507 |           | 0:59.5382 | 0:59.6540 | 3          |
| 4    | 26  | Colton Herta        | Andretti Global                | Honda     |           | 0:59.5596 | 0:59.3157 | 0:59.8189 | 4          |
| 5    | 77  | Romain Grosjean     | Juncos Hollinger Racing        | Chevrolet |           | 0:59.5709 | 0:59.5074 | 1:00.0642 | 5          |
| 6    | 28  | Marcus Ericsson     | Andretti Global                | Honda     | 0:59.3703 |           | 0:59.4484 | 1:03.5583 | 6          |
| 7    | 21  | Rinus VeeKay        | Ed Carpenter Racing            | Chevrolet | 0:59.5805 |           | 0:59.5501 |           | 7          |
| 8    | 12  | Will Power          | Team Penske                    | Chevrolet |           | 0:59.6888 | 0:59.5594 |           | 8          |
| 9    | 3   | Scott McLaughlin    | Team Penske                    | Chevrolet | 0:59.6202 |           | 0:59.5741 |           | 9          |
| 10   | 11  | Marcus Armstrong    | Chip Ganassi Racing            | Honda     | 0:59.5263 |           | 0:59.6127 |           | 10         |
| 11   | 9   | Scott Dixon         | Chip Ganassi Racing            | Honda     |           | 0:59.7200 | 0:59.8483 |           | 11         |
| 12   | 45  | Christian Lundgaard | Rahal Letterman Lanigan Racing | Honda     |           | 0:59.7940 | 1:00.0172 |           | 12         |
| 13   | 10  | Alex Palou          | Chip Ganassi Racing            | Honda     | 0:59.7897 |           |           |           | 13         |
| 14   | 14  | Santino Ferrucci    | A. J. Foyt Racing              | Chevrolet |           | 0:59.8182 |           |           | 14         |
| 15   | 7   | Alexander Rossi     | Arrow McLaren                  | Chevrolet | 0:59.8164 |           |           |           | 15         |
| 16   | 6   | Callum Illot        | Arrow McLaren                  | Chevrolet |           | 0:59.8911 |           |           | 16         |
| 17   | 66  | Tom Blomqvist       | Meyer Shank Racing             | Honda     | 0:59.9968 |           |           |           | 17         |
| 18   | 27  | Kyle Kirkwood       | Andretti Global                | Honda     |           | 0:59.9102 |           |           | 18         |
| 19   | 8   | Linus Lundqvist     | Chip Ganassi Racing            | Honda     | 1:00.0034 |           |           |           | 19         |
| 20   | 78  | Agustín Canapino    | Juncos Hollinger Racing        | Chevrolet |           | 0:59.9308 |           |           | 20         |
| 21   | 20  | Christian Rasmussen | Ed Carpenter Racing            | Chevrolet | 1:00.2021 |           |           |           | 21         |
| 22   | 15  | Graham Rahal        | Rahal Letterman Lanigan Racing | Honda     |           | 1:00.0953 |           |           | 22         |
| 23   | 4   | Kyffin Simpson      | Chip Ganassi Racing            | Honda     | 1:00.2956 |           |           |           | 23         |
| 24   | 41  | Sting Ray Robb      | A. J. Foyt Racing              | Chevrolet |           | 1:00.4125 |           |           | 24         |
| 25   | 51  | Colin Braun         | Dale Coyne Racing              | Honda     | 1:01.3044 |           |           |           | 25         |
| 26   | 30  | Pietro Fittipaldi   | Rahal Letterman Lanigan Racing | Honda     |           | 1:00.5336 |           |           | 26         |
| 27   | 18  | Jack Harvey         | Dale Coyne Racing              | Honda     |           | 1:00.5712 |           |           | 27         |

### Endergebnis
| Pos. | Nr. | Fahrer              | Rd. | Zeit/Rückstand    | Boxenstopps | Startplatz | Führungsrunden | Punkte |
| ---- | --- | ------------------- | --- | ----------------- | ----------- | ---------- | -------------- | ------ |
| 1    | 5   | Pato O’Ward         | 100 | 1:51:37.5075 Std. | 2           | 3          |                | 50     |
| 2    | 12  | Will Power          | 100 | 1,1438            | 2           | 8          |                | 30     |
| 3    | 26  | Colton Herta        | 100 | 2,3457            | 2           | 4          | 1              | 36     |
| 4    | 10  | Alex Palou          | 100 | 3,8915            | 2           | 13         |                | 32     |
| 5    | 60  | Felix Rosenqvist    | 100 | 6,4923            | 2           | 2          |                | 31     |
| 6    | 7   | Alexander Rossi     | 100 | 7,8732            | 2           | 15         |                | 28     |
| 7    | 9   | Scott Dixon         | 100 | 8,3843            | 2           | 11         |                | 26     |
| 8    | 21  | Rinus VeeKay        | 100 | 10,9225           | 2           | 7          |                | 24     |
| 9    | 14  | Santino Ferrucci    | 100 | 15,1316           | 2           | 14         |                | 22     |
| 10   | 27  | Kyle Kirkwood       | 100 | 16,6755           | 2           | 18         |                | 20     |
| 11   | 6   | Callum Ilott        | 100 | 20,7992           | 2           | 16         |                | 19     |
| 12   | 4   | Kyffin Simpson      | 100 | 21,6541           | 2           | 23         |                | 18     |
| 13   | 30  | Pietro Fittipaldi   | 100 | 24,9054           | 2           | 26         |                | 17     |
| 14   | 15  | Graham Rahal        | 100 | 26,7834           | 3           | 22         |                | 16     |
| 15   | 66  | Tom Blomqvist       | 100 | 32,5605           | 2           | 17         |                | 15     |
| 16   | 78  | Agustin Canapino    | 100 | 34,2126           | 2           | 20         |                | 14     |
| 17   | 18  | Jack Harvey         | 100 | 41,4332           | 2           | 27         |                | 13     |
| 18   | 45  | Christian Lundgaard | 100 | 50,8226           | 3           | 12         | 7              | 13     |
| 19   | 20  | Christian Rasmussen | 99  | 1 Rd.             | 2           | 21         |                | 11     |
| 20   | 51  | Colin Braun         | 99  | 1 Rd.             | 2           | 25         |                | 10     |
| 21   | 8   | Linus Lundqvist     | 97  | 3 Rd.             | 2           | 19         |                | 9      |
| 22   | 77  | Romain Grosjean     | 82  | Defekt            | 2           | 5          |                | 8      |
| 23   | 28  | Marcus Ericsson     | 52  | Unfall            | 1           | 6          |                | 7      |
| 24   | 41  | Sting Ray Robb      | 33  | Unfall            | 1           | 24         |                | 6      |
| 25   | 11  | Marcus Armstrong    | 25  | Unfall            | 0           | 10         |                | 5      |
| 26   | 2   | Josef Newgarden     | 0   | DSQ               | 0           | 1          |                | 1      |
| 27   | 3   | Scott McLaughlin    | 0   | DSQ               | 0           | 9          |                | 0      |

(R)=Rookie / 3 Gelbphasen für insgesamt 9 Rd. / alle Starter auf Firestone-Reifen